# Henry Herbert, 17. Earl of Pembroke

Wappen der Earls of Pembroke

Henry George Charles Alexander Herbert, 17. Earl of Pembroke, 14. Earl of Montgomery (* 19. Mai 1939; † 7. Oktober 2003) war ein britischer Adliger, sowie Fernseh-, Filmregisseur und -produzent.

## Herkunft und Ausbildung
Henry Herbert war der Sohn von Sidney Herbert, 16. Earl of Pembroke, 13. Earl of Montgomery, und seiner Frau Mary Hope. Seine Ausbildung erhielt er am Eton College und am Christ Church College der University of Oxford. Von 1958 bis 1960 diente er als Offizier der Royal Horse Guards in der British Army.
Beim Tod seines Vaters (1969) erbte Herbert dessen Titel einschließlich des damit verbundenen Sitzes im House of Lords und der familieneigenen Ländereien um das Anwesen Wilton House. Im Hansard sind keine Redebeiträge im Parlament von ihm verzeichnet. Mit dem House of Lords Act 1999 verlor er seinen erblichen Parlamentssitz.

## Karriere in der Filmindustrie
Der erste Film, bei dem er Regie führte, war das Filmdrama Mallys Bucht (Malachi's Cove) (1974), mit Donald Pleasence und Arthur English in den Hauptrollen. Mit seinem zweiten Film, dem Erotikstreifen Emily (1976) mit Koo Stark erlangte er eine gewisse Bekanntheit. Er arbeitete vor allem in den 1980er Jahren an verschiedenen englischen Fernsehserien mit und führte Regie beim Film Crossmaheart (1988). Als Produzent war er 1995 an dem Film Eine Sommernachtsliebe (Feast of July) beteiligt.

## Ehe und Nachkommen
Am 20. Januar 1966 heiratete er Clair Rose Pelly (* 1943). Die Ehe wurde 1981 geschieden. Mit ihr hat er vier Kinder:
- Lady Sophia Herbert (* 1968)
- Lady Emma Herbert (* 1969)
- Lady Flora Herbert (* 1970)
- William Alexander Sidney Herbert, 18. Earl of Pembroke (* 1978)

1988 heiratete er in zweiter Ehe Miranda Juliet Oram (* 1962). Mit ihr hat er drei Töchter:
- Lady Jemima Herbert (* 1989)
- Lady Alice Herbert (* 1991)
- Lady Katie Herbert (* 1997)

Lord Pembroke starb 2003 und wurde von seinem Sohn William beerbt.